# Rockingham Speedway
Il Rockingham Speedway, precedentemente noto come North Carolina Motor Speedway e successivamente come North Carolina Speedway, è un circuito situato vicino a Rockingham, nella Carolina del Nord. È soprannominato The Rock e in passato ha ospitato il campionato NASCAR Cup Series, nonché le serie NASCAR Xfinity Series e NASCAR Camping World Truck Series, ARCA Menards Series e CARS Tour. 
Il tracciato aprì come un ovale piatto lungo un miglio il 31 ottobre 1965. Nel 1969 la pista fu ampiamente modificata come un ovale a forma di D. Nel 1997 il North Carolina Motor Speedway si unì a Penske Motorsports, e fu ribattezzato North Carolina Speedway.